# 五里桥车辆段
五里桥车辆段位于北京市朝阳区，是北京地铁6号线使用的一座车辆段，随北京地铁6号线一期建设并投入使用。车辆段用地面积约25公顷，建筑面积约8.9万平方米，设有运用库、联合检修库、调车及工程车库、洗车线、试车线等运营设施以及配套的办公和生活设施。出入段线由一期东端的草房站东侧上跨二期左线接入正线，同时设有从二期物资学院站方向引入的线路。运用库可供32列列车停放。
配合6号线西延工程，五里桥车辆段对停车列检库实施了扩建工程，该工程也称五里桥停车场。扩建部分可停放列车20列。虽然6号线西延工程晚于二期，但由于6号线二期的东小营车辆段涉及拆迁，无法按时完工，因而扩建工程与二期一同在2014年12月投入使用，用于停放二期新增列车。